# شبکه بوم‌شناسی
یک شبکهٔ بوم‌شناسی نمایشی از ارتباطات زیستی در یک زیست‌بوم است که در آن گونه‌ها (رأس‌ها) با ارتباطات زیستی (یال‌ها) به هم متصل شده‌اند. این ارتباطات می‌توانند غذایی یا هم‌زیستی باشد. شبکه‌های بوم‌شناسی برای توصیف و مقایسهٔ ساختارهای زیست‌بوم‌های واقعی استفاده می‌شود، در همین حال مدل‌های شبکه‌ای برای بررسی اثرهای ساختار شبکه بر خواص زیست‌بوم مانند پایداری زیست‌بوم استفاده می‌شود.

## خواص
به طور تاریخی، پژوهش در حوزهٔ شبکه‌های بوم‌شناسی از توصیف روابط غذایی در شبکه‌های غذایی آبزیان گسترش یافتند؛ با این حال، کارهای اخیر روی شبکه‌های غذایی دیگر مانند هم‌زیستی‌های متقابل هم بسط یافته‌اند. نتایج این کارها چندین خاصیت مهم روی شبکه‌های بوم‌شناسی را شناسایی کرده‌اند. پیچیدگی ([چگالی ارتباطی):  میانگین تعداد یال‌ها به ازای هر گونه. فهم سطوح بالای پیچیدگی در زیست‌بوم‌ها کی از چالش‌ها و انگیزه‌های اصلی برای تحلیل شبکه‌های بوم‌شناسی بوده است، از آن‌جا که یکی از فرضیات اولیه پیش‌بینی کرده بود که پیچیدگی به عدم ثبات منتج شود. 
اتصال:  نسبت بین ارتباطات ممکن بین گونه‌ها و ارتباطات فعلی. (ارتباطات/گونه‌ها2).  در شبکه‌های غذایی، سطح اتصال با توزیع آماری ارتباط بر گونه‌ها مرتبط است. توزیع آماری ارتباطات با افزایش سطح اتصال از توزیع توانی (جزئی) به نمایی به یکنواخت تغییر می‌کند. مقادیر مشاهده شدهٔ اتصال در شبکه‌های غذایی واقعی توسط محدودیت‌هایی مانند اندازهٔ رژیم غذایی موجودات زندهٔ مختلف که توسط   رفتار خوراک‌یابی بهینه.این موضوع ساختار این شبکه‌های بوم‌شناسی را به رفتار فردی موجودات زنده مرتبط می‌سازد.
اتصال: توزیع درجهٔ یک شبکهٔ بوم‌شناسی توزیع تجمعی تعداد ارتباطاتی است که هر گونه دارد. مشخص شده است که توزیع درجه شبکه‌های غذایی فرم‌های کاربردی کلی مشابهی را نشان می‌دهد. توزیع درجه می‌تواند به دو بخش تقسیم شود، ارتباطات به قربانیان یک گونه (درجهٔ ورودی) و ارتباطات با شکارچیان یک گونه (درجهٔ خروجی). هر دو توزیع درجه‌های ورودی و خروجی فرم‌های کاربردی کلی مربوط به خود را نمایش می‌دهند. از آن‌جایی که توزیع درجهٔ خروجی تنزل بیش‌تری را نسبت به توزیع درجهٔ ورودی نشان می‌دهند، می‌توانیم انتظار داشته باشیم که به طور میانگین در یک شبکهٔ غذایی گونه‌ها تعداد درجهٔ ورودی بیش‌تری از درجهٔ خروجی داشته باشند.
خوشه‌بندی: نسبت گونه‌هایی که به صورت مستقیم به گونه‌های کانونی مرتبط شده‌اند. یک گونهٔ کانونی در وسط یک خوشه می‌تواند یک   گونه کلیدیباشد و نبود آن‌ها می‌تواند تاثیر بزرگی روی شبکه داشته باشد. تقسیم‌بندی: تقسیم شبکه به تعدادی زیرشبکهٔ مستقل. بعضی شبکه‌های بوم‌شناسی بر اساس اندازهٔ بدن و موقعیت جغرافیایی تقسیم‌بندی مشاهده شده است. مدارکی نیز وجود دارد که نشان می‌دهد تقسیم‌بندی در شبکه‌های غذایی نتیجهٔ الگوهای پیوستهٔ رژیم غذایی  و وفق یافتن برای پیدا کردن خوراک می‌باشد. 
تودرتو بودن: درجه‌ای که گونه‌ها با یال‌های کم‌تر زیرمجموعه‌ای مشخص از روابط با دیگر گونه‌ها را به جای مجموعه‌ای از ارتباطات برقرار می‌کنند. در شبکه‌های بسیار تودرتورسته‌هایی از گونه‌ها که یک جایگاه بوم‌شناسانه شامل هم کلی‌پسندها (گونه‌های با تعداد ارتباطات زیاد) و هم متخصصان (گونه‌های با تعداد ارتباطات کم، که همه ارتباطات آن‌ها محدود به کلی‌پسندهاست) می‌شوند. در شبکه‌های هم‌زیستی متقابل، تودرتو بودن معمولاً غیرمتقارن است؛ متخصصان یک رسته به کلی‌پسندهای رسته همکار مرتبط شده‌اند سطح تودرتو بودن نه با ویژگی‌های گونه بلکه با شاخصه‌های کلی شبکه مشخص می‌شود (مانند اندازهٔ شبکه و اتصال) که این شاخصه‌ها را می‌توان با استفاده از یک مدل انطباقی پویا که در آن گونه‌ها برای بیشینه کردن سازگاری خودیا سازگاری کل جامعه ارتباطات را متصل و منفصل می‌کنند پیش‌بینی کرد.
موتیف‌های شبکه: موتیف‌ها زیرگراف‌های یکتایی هستند که از n رأس موجود در شبکه تشکیل می‌شوند. برای مثال ۱۳ ساختار موتیف یکتا برای زیرگراف‌هایی با سه گونه یافت می‌شوند، که تعدادی از این موتیف‌ها مربوط به ساختارهای آشنا در بوم‌شناسی جمعیت برای برقراری ارتباط مثل  زنجیره‌های غذایی, رقابت آشکار, or شکار میان‌رسته‌ای.  پژوهش‌های مربوط به ساختار موتیف‌های شبکه‌های بوم‌شناسی با بررسی الگوهای حضور یا عدم حضور یک موتیف در شبکه در مقایسه با یک گراف رندوم دریافته‌اند که شبکه‌های غذایی ساختارهای موتیف مشخصی دارند. 
وابستگی غذایی: میل گونه‌ها به اختصاصی شدن در بعضی سطوح خاص غذایی سبب می‌شود تا شبکه‌های غذایی درجهٔ بالایی از نظم را در ساختار غذایی خود نشان دهند که به وابستگی غذایی, شناخته می‌شود، که در واقع تاثیرات مهمی روی خواصی مانندپایداری شیوع در چرخه‌ها را دارد.

## پایداری
ارتباط میان پیچیدگی زیست‌بوم و پایداری یک موضوع بسیار جذاب در بوم‌شناسی است. استفاده از شبکه‌های بوم‌شناسی این امکان را فراهم می‌کند تا ویژگی‌های خواص شبکه را، که بالاتر توصیف شدند، روی پایداری زیست‌بوم بررسی کنیم. زمانی تصور می‌شد پیچیدگی زیست‌بوم با فعال کردن تاثیرات اختلالات، مثل انقراض گونه‌ها و حملهٔ گونه‌های دیگر، و انتشار و تشدید آن‌ها در شبکه پایداری زیست‌بوم را کاهش دهد. با این حال ویژگی‌های دیگری از ساختار شبکه شناسایی شده‌اند که انتشار تاثیرات غیرمستقیم را کاهش می‌دهد و به این شیوه پایداری زیست‌بوم را متناسب می‌کند. رابطه میان پیچیدگی و پایداری حتی می‌تواند در شبکه‌های غذایی با وابستگی غذایی کافی برعکس شود، بدین گونه که افزایش تنوع زیستی منجر به وجود جامعه‌ای با پایداری بیش‌تر می‌شود.
قدرت ارتباطات ممکن است با افزایش تعداد ارتباطات بین گونه‌ها کم شود، تعدیل اثر هر گونه اختلال  و انقراض‌های در حال گسترش در شبکه‌های تقسیم‌بندی‌شده شانس کم‌تری برای رخ دادن دارند، چرا که تاثیر نابودی گونه‌ها به بخش مربوط به خودشان محدود است.   علاوه بر این تا زمانی که گونه‌های بیش‌تر مرتبط امکان انقراض کم‌تری دارند، ثبات شبکه با اتصال و تودرتو بودن افزایش می‌یابد.  با این حال طی چندین پژوهش در سال‌های اخیر هیچ شاهدی بر تاثیر میان تودرتو بودن شبکه و پایداری جامعه در گونه‌های هم‌زیست مشاهده نشده است. یافته‌های اخیر این موضوع را مطرح می‌کنند که ممکن است یک مصالحه (trade-off) میان انواع مختلف پایداری در جریان باشد. تودرتو بودن شبکه‌های هم‌زیستی متقابل توانایی گونه‌ها برای بقا در شرایط بسیار سخت را بالا می‌برد. این امکان غیرمستقیم از یک سو به گونه کمک می‌کند تا جان به در ببرد و از سوی دیگر به این معنی است که در شرایط بسیار سخت بقای یک گونه بدون حمایت گونه‌های دیگر ممکن نیست. با سخت‌تر شدن شرایط ممکن یک نقطهٔ حساس رد شود که پس از آن تعداد زیادی از گونه‌ها به طور همزمان نابود می‌شوند. 

## دیگر کاربردها
Aاز دیگر کاربردهای شبکه‌های بوم‌شناسی بررسی آن است که چگونه زمینهٔ جامعه روی ارتباطات دوبه‌دو اثر می‌گذارد. انتظار می‌رود جامعهٔ گونه‌ها در یک زیست‌بوم هم بر روابط بوم‌شناسانه و هم بر هم‌فرگشتی (تکامل دوبه‌دو) گونه‌ها اثر بگذارد. در همین رابطه کاربردی‌هایی موضعی برای مطالعهٔ  فراجمعیت‌ها، فراگیرشناسی, and the تکامل همکاری‌ها.توسعه داده شده است. در این موارد شبکه‌های قطعه‌زمین‌ها (فراجمعیت‌ها) یا گونه‌های فردی (فراگیرشناسی، رفتار اجتماعی) این امکان را فراهم می‌سازند تا آثار ناهمگونی موضعی مورد کاوش قرار بگیرند.